# Spelaeoniscus coiffaiti
Spelaeoniscus coiffaiti es una especie de crustáceo isópodo terrestre endogea de la familia Spelaeoniscidae.

## Distribución geográfica
Son endémicos de Menorca (España).